# Philippe Adrien
Pour les articles homonymes, voir Adrien.
Philippe Adrien est un auteur, scénariste et metteur en scène français, né le 19 décembre 1939 à Savignies (Oise) et mort le 14 septembre 2021 à Villecresnes, (Val-de-Marne). 

## Biographie
Philippe Adrien prend en 1981 la succession d’Antoine Vitez à la direction du Théâtre des Quartiers d’Ivry. Il fonde, en 1985, l’Atelier de Recherche et de Réalisation Théâtrale à la Cartoucherie, qu'il dirige jusqu'en 2016.
Il est professeur au Conservatoire national supérieur d'art dramatique de 1989 à 2003. Il y écrit Instant par instant, en classe d’interprétation, publié chez Actes Sud.
Il dirige le Théâtre de la Tempête de 1996 à 2016, à la Cartoucherie de Vincennes, dans le 12e arrondissement de Paris.
Philippe Adrien se tourne très vite vers le théâtre et devient comédien, mais aussi assistant de Yves Robert et Jean-Marie Serreau. Il s'essaie à l'écriture pour la première fois dans les années 1960. La Baye, en 1967, démontre sa capacité à créer le désordre artistique, qualité qui lui permettra plus tard de mettre en scène des auteurs « irrévérencieux » tels qu’Alfred Jarry, Witold Gombrowicz, Stanislaw Witkiewicz, Cami, ou encore Copi… Il co-écrit avec Jean-Louis Bauer Bug ! en 2012, puis La Grande Nouvelle en 2014, une vision contemporaine du Malade imaginaire de Molière.
Philippe Adrien a démontré tout au long de sa vie un intérêt fort pour le répertoire dramatique. En 1983, il met en scène deux pièces de Molière, Le Médecin volant et Amphitryon, à la Comédie Française. Dans le même lieu, il créera Maman revient, pauvre orphelin de Jean-Claude Grumberg, Point à la ligne de Véronique Olmi, L’Incorruptible de Hugo von Hofmannsthal, Monsieur de Pourceaugnac de Molière, Extermination du peuple de Werner Schwab, Arcadia de Tom Stoppard et Les Bonnes de Genet.
Ces dernières années, il a particulièrement mis à l’honneur Tchekhov, avec La Mouette puis Ivanov ; Claudel, avec le Partage de midi puis Protée ; Molière, avec L’École des femmes, en tournée jusqu’en 2017.
En 2001, Philippe Adrien entame une collaboration avec Bruno Netter - acteur aveugle - et sa Compagnie du Troisième Œil, qui regroupe des comédiens valides et handicapés. Ils ont monté ensemble de façon inédite Le Malade imaginaire de Molière en 2001, puis Le Procès de Kafka, Œdipe de Sophocle, Don Quichotte de Cervantès et Les Chaises de Ionesco.
Il a également mis en scène nombre d’auteurs contemporains : La Tortue de Darwin de Juan Mayorga, Excédent de poids, insignifiant amorphe de Werner Schwab, Exposition d’une femme, lettre d’une psychotique d'après Blandine Solange…
Au fil des années 90-2000, Philippe Adrien monte Tennessee Williams deux fois : d’abord au Théâtre l'Eldorado, Un tramway nommé désir, avec Caroline Cellier et Samuel Le Bihan  ; ensuite au Théâtre de la Madeleine, Doux oiseau de jeunesse, avec Claudia Cardinale et Christophe Reymond.
Philippe Adrien entretient des relations très proches avec le continent africain. Il présente Kinkali d’Arnaud Bedouët, au Théâtre de la Colline (Molière de la meilleure pièce de création en 1997). Il aborde la question de la colonisation à de nombreuses reprises dans ses mises en scènes, d’abord avec Mélédouman de Philippe Auger, puis Le Projet Conrad, une adaptation de la nouvelle Un Avant-poste du progrès de Joseph Conrad, et en 2014, Boesman et Lena, de l'auteur sud-africain Athol Fugard. Adrien adapte également à la scène le roman d’Amos Tutuola, L'Ivrogne dans la brousse.
Au cinéma, il est l'auteur de plusieurs scénarios : Si j'étais un espion (Breakdown), en collaboration avec Bertrand Blier en 1967, Cocktail Molotov, en collaboration avec Diane Kurys ; Champollion, d'après Jean Lacouture, Métempsycose, court-métrage, FR3 et Canal + (prix du Festival de Clermont-Ferrand, prix FR3, prime à la qualité du Centre National de la Cinématographie), Sainte-Cavale, en collaboration avec Mac Guffin et Scenarii.

## Filmographie

### Cinéma
- 1959 : La Verte Moisson de François Villiers[13]

### Télévision
- 1964 : Les Cinq Dernières Minutes : 45 tours... et puis s'en vont de Bernard Hecht
- 1967 : Vidocq (épisode 3)

## Théâtre[14]

### Comédien
- 1964 : Le carrosse du saint sacrement de Prosper Mérimée, mise en scène Henri Rocca, à Montpazier (Périgord)avec Charles Tordjman comédien
- 1971 : Les Brigands de Friedrich von Schiller, mise en scène Antoine Bourseiller, Théâtre du Gymnase
- 1975 : Le pupille veut être tuteur de Peter Handke, mise en scène Jean-Claude Fall et Philippe Adrien, Théâtre Essaïon

### Metteur en scène
- 1965 : Les Croisés, création à la Biennale de Paris
- 1967 : Arrête d’être belle, création à la Biennale de Paris
- 1969 : La Douloureuse mutation des Zupattes, création à la Biennale de Paris
- 1970 : Albert 1er de Philippe Adrien, création au Stadttheater Münster RFA [15]
- 1973 : L’Excès, création au Petit-Odéon - théâtre national
- 1973 : Qu’est-ce qui frappe ici si tôt ? de Philippe Madral, création à Théâtre Ouvert, puis au Festival d’Avignon
- 1973 : Frankenstein de Wolgang Deichsel, création au Théâtre Cyrano
- 1973 : Dialogades de Serge Ganzl, création au Café Théâtre du Tripot
- 1974 : La Résistance, création au Théâtre des Amandiers de Nanterre
- 1974 : Les Bottes de l’ogre
- 1975 : L’Œil de la tête - Effet Sade, création au Festival Europalia Bruxelles, Festival d’Automne, Théâtre Récamier
- 1975 : Albertine de Serge Ganzl, création au Petit Odéon - théâtre national
- 1975 : Le Pupille veut être tuteur de Peter Handke, création au Théâtre Essaïon
- 1976 : Représentation, création au Théâtre Essaïon
- 1977 : George Dandin de Molière, création au Schauspielhaus de Düsseldorf, RFA
- 1979 : Dom Juan de Molière, création au Schauspielhaus de Düsseldorf, RFA
- 1979 : Le Défi de Molière, création au C.D.N. de Reims
- 1980 : Ubu roi d’Alfred Jarry, création au C.D.N. de Reims
- 1980 : La Poule d’eau de S.I. Witkiewicz, création au Théâtre de la Commune d’Aubervilliers, puis Festival Bitef de Belgrade
- 1981 : Monsieur de Pourceaugnac de Molière, création au C.D.N. de Reims, puis au Théâtre de la Commune d’Aubervilliers et au Théâtre des Quartiers d’Ivry
- 1981 : Une visite d’après Franz Kafka, création au Théâtre de la Tempête en 1981, puis Festival de Florence, Festival de Saarbrück
- 1982 : La Mission de Heiner Müller [16], création au Théâtre des Quartiers d’Ivry en 1982
- 1982 : Correspondances d’après Gérard de Nerval, création au Festival Les Intérieurs en 1982
- 1982 : La Funeste Passion du professeur Forenstein, création au Théâtre des Quartiers d’Ivry en 1982
- 1983 : Amphitryon et Le Médecin volant de Molière, création à la Comédie Française en 1983
- 1983 : Homme pour homme de Bertolt Brecht, Fartov et Belcher, création au Théâtre des Quartiers d’Ivry et au CDN de Reims.
- 1984 : Rêves de Kafka [17] // Prix de la Critique 85, création au Théâtre des Quartiers d’Ivry, au Centre Georges Pompidou, au Théâtre National de Strasbourg, en RFA, au Hollande Festival, reprise au Théâtre de la Tempête en 1985, puis tournée au Festival Purchase - New-York en 1985 [59 représentations]
- 1985 : Ké Voï ? d’Enzo Cormann, création au Festival d’Avignon, reprise au Théâtre de la Tempête [55 représentations]
- 1986 : Des Aveugles de Hervé Guibert, création au Théâtre de la Tempête / Festival d’Automne en 1986 [47 représentations]
- 1987 : La Vénus à la fourrure d’après Sacher Masoch et Les Pragmatistes de Witkiewicz, création au Théâtre de la Tempête en 1987 [57 représentations]
- 1987 : La Méprise et Les Acteurs de bonne foi de Marivaux, création au Théâtre de l’Athénée en 1987
- 1988 : Cami, drames de la vie courante de Cami, création au Théâtre de la Tempête en 1988, puis tournée en France et au Danemark (Hvidovre Teater) [110 représentations]
- 1989 : Amou’toujou’, récital avec Lisette Malidor, création à la MAC de Créteil en 1989, puis tournée mondiale 1990-1999 [62 représentations]
- 1989 : Sade, concert d’enfers d’Enzo Cormann, création au Théâtre de la Tempête en 1989 [27 représentations]
- 1989 : Le Journal intime de Luc Ferrari, théâtre musical, création au Lierre, puis tournée
- 1990 : L’Annonce faite à Marie de Paul Claudel, création au Théâtre de la Tempête en 1990, reprise au Théâtre de la Tempête en 1991, puis tournée France, Europe Centrale, ex-URSS en 1993 [125 représentations]
- 1991 : Les Bacchantes d’Euripide, texte français de Jean-Daniel Magnin, création à L’Hippodrome - Douai, au Sorano - CDN de Toulouse et au TGP [30 représentations]
- 1992 : Le Baladin du monde occidental de John Millington Synge, création au Théâtre National de Bretagne (TNB) en décembre 1992
- 1992 : Grand-peur et misère du IIIe Reich de Bertolt Brecht, création au Théâtre de la Tempête en octobre 1992, tournée en 1994 [68 représentations]
- 1993 : La Tranche de Jean-Daniel Magnin, création à Théâtre Ouvert en janvier 1993, puis au Festival d’Avignon en juillet 1993 et au Théâtre de la Bastille en septembre 1993 [39 représentations]
- 1993 : En attendant Godot de Samuel Beckett, création au Festival de Blaye en août 1993 et au Théâtre de la Tempête en septembre 1993, reprise au Théâtre de la Tempête en 1994, tournée mondiale en 1994, 1995 et 1996 [179 représentations]
- 1994 : Gustave n’est pas moderne d’Armando Llamas, création au Théâtre de la Colline en avril 1994 [53 représentations]
- 1994 : You-you de Jovan Atchine et Jeanne du métro de Vidosav Stevanovic, création au Petit-Odéon - Théâtre de l’Europe en 1994 [8 représentations]
- 1994 : Maman revient, pauvre orphelin de Jean-Claude Grumberg, création Comédie Française au Théâtre du Vieux-Colombier en novembre 1994
- 1995 : La Noce chez les Petits-Bourgeois de Bertolt Brecht, création au festival de Blaye en août 1995 puis Théâtre de la Tempête en septembre 1995, puis tournée France de novembre 1995 à février 1996 [112 représentations]
- 1995 : Les Bonnes de Jean Genet [18], création Comédie Française au Théâtre du Vieux-Colombier en novembre 1995, reprises au Théâtre du Vieux-Colombier et salle Richelieu en 1997, 1998 et 2000, puis tournée en France
- 1995 : Diverses blessures d’Enzo Cormann, théâtre musical, création au Théâtre de la Tempête en décembre 1995, reprise en décembre 1996 [30 représentations]
- 1996 : Hamlet de Shakespeare, création au Théâtre de la Tempête en septembre 1996, puis tournée France en 1996, reprise au Théâtre de la Tempête en septembre 1997, tournée France - Antilles en 1997 [109 représentations] [19]
- 1997 : Grand Prix de la Ville de Paris (Arts de la scène)
- 1997 : Kinkali d’Arnaud Bedouët, Molières 1997 du Meilleur spectacle de création et du Meilleur auteur, création au Théâtre de la Colline en janvier 1997, puis tournée France
- 1997 : L’Homosexuel ou la difficulté de s’exprimer de Copi[20], création au Théâtre de la Tempête en sept. 1997, tournée au festival international de Sarajevo en octobre 97 (Prix d’interprétation pour Christophe Reymond), reprise au Théâtre de la Tempête en septembre [67 représentations]
- 1998 : La Fiancée du vent, textes et chansons sur l’esclavage, avec Lisette Malidor, création au TILF en mai 1998, puis tournée France et Océan Indien en 1998, tournée France et Antilles en 1999 [21 représentations]
- 1998 : Victor ou les Enfants au pouvoir de Roger Vitrac, création au Chantiers de Blaye en août 1998 puis au Théâtre de la Tempête en septembre 1998, tournée France / Luxembourg en 1998 et 2000 [108 représentations]
- 1998 : Point à la ligne de Véronique Olmi, création en novembre 1999 Comédie Française au Théâtre du Vieux-Colombier
- 1998 : Arcadia de Tom Stoppard, création en novembre 1999 Comédie Française au Théâtre du Vieux-Colombier puis salle Richelieu
- 1999 : Un tramway nommé désir de Tennessee Williams, création au Théâtre de l’Eldorado en janvier 1999
- 1999 : L’Incorruptible de Hugo von Hofmannsthal, création Comédie Française au Théâtre du Vieux-Colombier en novembre 1999
- 1999 : Excédent de poids : insignifiant, amorphe de Werner Schwab, création au Théâtre de la Tempête en septembre 1999 [30 représentations]
- 2000 : Le Roi Lear de Shakespeare, création au Théâtre de la Tempête en septembre 2000, reprise au Théâtre de la Tempête en septembre 2001, tournées en 2000, 2001 et 2002 [118 représentations]
- 2001 : Monsieur de Pourceaugnac de Molière, création au Théâtre du Vieux Colombier en septembre 2001
- 2001 : Le Malade imaginaire de Molière (avec la Compagnie du 3e Œil), création au Festival d’Avignon en juillet 2001 puis au Théâtre de la Tempête en septembre 2001, reprise au Théâtre de la Tempête en 2003, tournée de 2001 à 2003 [219 représentations]
- 2002 : L’Ivrogne dans la brousse d’Amos Tutuola [21], adaptation théâtrale de Philippe Adrien, création au festival Les Chantiers de Blaye en août 2002 puis au Théâtre de la Tempête en septembre 2002, reprise et tournée en 2003/04 [104 représentations]
- 2002 : Extermination du peuple de Werner Schwab, création Comédie Française au Théâtre du Vieux-Colombier en novembre 2002
- 2003 : L’Incroyable Voyage de Gilles Granouillet, création au Théâtre de la Tempête en janvier 2003, reprise à la Comédie de Saint-Etienne et à Nice [34 représentations]
- 2003 : L’Enfant-Rêve de Hanokh Levin, création au Théâtre de la Tempête en juin 2003
- 2003 : Cadavres exquis d’après le répertoire du Grand-Guignol, création au Théâtre de la Tempête en novembre 2003, tournée en 2004 [39 représentations]
- 2004 : Rufus joue les fantaisistes, création au Festival d’Avignon en juillet 2004, reprise au Théâtre du Rond-Point
- 2004 : Yvonne, princesse de Bourgogne de Witold Gombrowicz, création au Théâtre de la Tempête en septembre 2004, tournée en 2005/06 [81 représentations]
- 2005 : Doux Oiseau de jeunesse de Tennessee Williams, création au Théâtre de la Madeleine
- 2005 : Le Procès de Kafka (avec la Compagnie du 3e Œil), création au Théâtre de la Tempête en janvier 2005, reprise et tournée en 2006 [22]
- 2005 : Mélédouman de Philippe Auger, création à Brazzaville (Congo), tournée centrafricaine, reprise au Théâtre de la Tempête en avril 2005 [19 représentations lors de la création]
- 2005 : La Noce chez les Petits-Bourgeois… créoles d’après Bertolt Brecht, création au Festival d’Avignon en 2005, reprise au Théâtre de la Tempête en avril 2006 [27 représentations]
- 2005 : Andromaque de Racine, création au Théâtre de la Tempête en septembre 2005, tournée franco-marocaine d’oct. 2006 à juillet 2007 [91 représentations]
- 2005 : L’Ecclésiaste, création au Théâtre de la Tempête en septembre 2005 [30 représentations]
- 2006 : Phèdre de Racine, création en Martinique en mai 2006, reprise au Théâtre de la Tempête en septembre 2006
- 2006 : La Mouette de Anton Tchekhov, création au Théâtre de la Tempête en septembre 2006, tournée et reprise de janv. à avril 2008 [84 représentations]
- 2007 : Meurtres de la princesse juive d’Armando Llamas, création au Théâtre de la Tempête en mars 2007, tournée en avril 2007 [33 représentations]
- 2007 : Don Quichotte de Cervantès (avec la Compagnie du 3e Œil), création au Théâtre de la Tempête en septembre 2007 [58 représentations]
- 2008 : Ivanov de Anton Tchekhov, création au Théâtre de la Tempête en septembre 2008, reprise et tournée de janv. à mai 2010 [94 représentations]
- 2009 : Œdipe de Sophocle (avec la Compagnie du 3e Œil), création au Théâtre de la Tempête en janvier 2009 [30 représentations]
- 2009 : Une vie de château de Jean-Louis Bauer et Michel Couvelard, création au Théâtre de la Tempête en juin 2009 [5 représentations]
- 2009 : Le Projet Conrad, un avant-poste du progrès d’après Joseph Conrad, création au Théâtre de la Tempête en septembre 2009 [34 représentations]
- 2010 : Le Dindon de George Feydeau, 4 nominations aux Molières 2011, création au Théâtre de la Tempête en septembre 2010 [23], reprise au Théâtre de la Tempête en septembre 2011, tournée de janvier à juin 2012 et de décembre 2012 à mai 2013, reprise parisienne en juin 2013 [24] [229 représentations]
- 2011 : La Tortue de Darwin de Juan Mayorga, création au Théâtre des Osses (Suisse) en mars 2011 [24 représentations]
- 2011 : Les Chaises de Eugène Ionesco (avec la Compagnie du 3e Œil), création au Festival d’Avignon en juillet 2011 puis au Théâtre de la Tempête en oct. 2011 [58 représentations] [25]
- 2012 : Ce soir, on improvise de Luigi Pirandello, création à L’Atrium - scène nationale de la Martinique en janvier 2012
- 2012 : L’Affaire de Jean-Louis Bauer, création au Théâtre de la Tempête en juin 2012 [4 représentations]
- 2012 : Bug ! de Jean-Louis Bauer et Philippe Adrien, création au Théâtre de la Tempête en septembre 2012 [31 représentations]
- 2012 : Exposition d’une femme d’après Blandine Solange, création au Théâtre de la Tempête en novembre 2012 [28 représentations]
- 2013 : Partage de midi de Paul Claudel, nomination au Palmarès du théâtre 2013, création au Théâtre de la Tempête en janvier 2013, tournée de janvier à février 2014 [43 représentations]
- 2013 : Protée de Paul Claudel, Prix Poquelin, création au Théâtre de la Tempête en janvier 2013, reprise et tournée de janv. à mai 2014 [50 représentations] [26]
- 2013 : L’École des femmes de Molière, nomination pour le Molière 2014 de la mise en scène et pour le Molière 2015 de la révélation féminine, création au Théâtre de la Tempête en septembre 2013, tournée de novembre 2014 à avril 2015, de novembre 2015 à mai 2016, et de novembre à décembre 2017 [+ de 130 représentations]
- 2014 : Boesman et Lena d’Athol Fugard, création au Grace Art Théâtre (Guadeloupe) et Chapelle du Verbe Incarné (Avignon) en 2014 reprise au Théâtre de la Tempête en mars 2015 [59 représentations]
- 2015 : La Grande Nouvelle de Jean-Louis Bauer et Philippe Adrien, nomination pour le Molière 2015 de la révélation féminine, création au Théâtre de la Tempête en septembre 2014 [27 représentations] [27]
- 2015 : La Maison d’à côté de Sharr White // nomination pour le Molière 2015 du second rôle, création au Théâtre du Petit Saint Martin en janvier 2015
- 2015 : Le Bizarre Incident du chien pendant la nuit de Simon Stephens, adapté du roman de Mark Haddon, création au Théâtre de la Tempête du 11 septembre au 18 octobre 2015, en tournée jusqu'en 2017 [28]

## Distinctions

### Récompenses
- Prix du Syndicat de la critique 1985 : Grand Prix pour son adaptation de Rêves de Kafka
- Molières 1997 : Molière de la meilleure pièce de création pour Kinkali d'Arnaud Bédouet (Molière de l'auteur)
- Ville de Paris 1997 : Grand Prix des arts de la scène

### Nominations
- Prix Dominique de la mise en scène 1991 pour L'Annonce faite à Marie
- Molières 1991 : Molière du metteur en scène pour L'Annonce faite à Marie
- Molières 2011 : 
  - Molière du metteur en scène pour Le Dindon
  - Molière du théâtre public pour Le Dindon
- Molières 2014 : Molière du metteur en scène d'un spectacle du théâtre public pour L'École des femmes

## Publications
- Traduction de Le Pupille veut être tuteur de Peter Handke, L'Arche, 1975
- Instant par instant, en classe d’interprétation, Actes Sud-Papiers, 1998[29]
- La Baye, Éditions Cent Pages, Grenoble, 2013[30]